# Eritrese gemeenschap in België
| Jaar | Aantal |
| ---- | ------ |
| 2005 | 20     |
| 2008 | 35     |
| 2011 | 75     |
| 2014 | 716    |

Met de Eritrese gemeenschap in België worden in België woonachtige Eritreeërs aangeduid, of Belgen van Eritrese afkomst.
Het overgrote deel van de Eritreeërs in België bestaat uit vluchtelingen en asielzoekers. Eritreeërs hebben veel redenen hun land, dat "het Noord-Korea van Afrika" en "een open gevangenis" wordt genoemd, te willen ontvluchten. Eritrea heeft een eenpartijsysteem; sinds 1993 zijn er geen verkiezingen meer geweest. Tegen de oppositie wordt hard voorgegaan. Zo werden op 18 september 2001 alle oppositieleden en meerdere journalisten gearresteerd. Er is ook een zeer sterke mediacensuur: enkel staatsmedia mag nieuws verspreiden. Journalisten die kritiek uiten op de regering landen in de gevangenis. Hierdoor is Eritrea het Afrikaanse land met de meeste journalisten achter tralies. Het Comité voor de Bescherming van Journalisten noemde daarom in 2015 Eritrea het meest censurerende land, erger nog dan Noord-Korea. Eritrea heeft ook een erg strenge dienstplicht. Vanaf 15 jaar krijgen alle jongens militaire training. Zodra ze volwassen zijn moeten zowel jongens als meisjes achttien maanden lang naar het leger. Deze tijd kan nadien verlengd worden, soms tot wel tien jaar. Militairen worden vaak ingezet om zware arbeid te verrichten, bijvoorbeeld bij landbouwprojecten of infrastructuurwerken. De sociaaleconomische situatie is ook schrijnend. Het merendeel van de Eritreeërs is arm en heeft niet genoeg voedsel. De regering beweert echter dat het land zelfvoorzienend is en weigert buitenlandse voedselhulp.
Deze factoren zorgen ervoor dat een groot aantal Eritreeërs proberen het land te ontvluchten. Ondanks het feit dat Eritrea zijn grenzen streng gesloten houdt - een uitreisvisum is bijna niet te krijgen, grenswachters schieten op vluchtelingen, familieleden van vluchtelingen moeten hoge boetes betalen - slagen velen hier ook in: maandelijks verlaten ongeveer 5000 Eritreeërs het land volgens de CIA en 3000 volgens de UNHCR. In 2014 waren 22% van de migranten die Italië per boot bereikten Eritreeërs en maakten Eritreeërs een kwart van de in de EU gestelde asielaanvragen uit. Eind 2014 hadden wereldwijd ruim 363.000 vluchtelingen en meer dan 53.000 asielzoekers de Eritrese nationaliteit. (Eritrea heeft zes miljoen inwoners.)
De meeste Eritrese vluchtelingen worden opgenomen in de buurlanden Soedan en Ethiopië; in Europa worden de meesten opgenomen door Zweden en Duitsland. Een klein aantal komt naar België, vooral vanaf 2014. In Juli 2014 kwamen ineens evenveel Eritrese vluchtelingen naar België als in de drie voorgaande jaren samen. Het jaarlijkse aantal Eritrese asielzoekers vertienvoudigde in 2014 ten opzichte van 2011 (zie ook tabel rechts). Het was een Europawijd fenomeen; In de eerste tien maanden van 2014 hadden 36.678 Eritreeërs in Europa asiel aangevraagd, vergeleken met 12.960 in diezelfde periode in 2013. Een verklaring voor deze toename is dat mensensmokkelaars in 2014 mogelijk een route naar België openden, een andere is de verdere verstrenging van de legerplicht in Eritrea. Eritrea stond in 2014 qua aantal op plaats vijf van de herkomstlanden voor asielaanvragen: vier procent van de dat jaar in België gestelde asielaanvragen kwamen van Eritreeërs.
Omwille van de omstandigheden in Eritrea (zie boven) krijgen Eritreeërs "zo goed als zeker" een verblijfsvergunning: in 2014 werd 86% van de Eritrese vluchtelingen erkend. (Wereldwijd bedraagt dit aantal 80%.) Vanaf augustus 2016 moeten zij daarom ook nog maximaal vijf a tien dagen in een asielzoekerscentrum doorbrengen, net als Syriërs. Dit om hun integratie in de maatschappij te versnellen.
Daarentegen kwam in juli 2016 boven dat een aantal Eritreeërs met een vluchtelingenstatus reizen terug naar Eritrea maakten. Deze "vakantiefraude" werd voor het eerst door De Telegraaf in Nederland onthuld. Op dat moment beweerde de Belgische staatssecretaris voor Asiel en Migratie, Theo Francken, nog: "Zoiets kan in ons land niet gebeuren" omdat in maart een fraudecel was opgezet die dergelijke praktijken bestreed. Later bleek echter dat dit fenomeen ook in België voorkomt. Het nieuws dat mensen met een vluchtelingenstatus op "vakantie" gingen naar het land waaruit ze gevlucht zijn (en daarover zelfs op facebook opschepten) stuitte op verontwaardiging. Het stelt immers vraag stelt of deze mensen in Eritrea wel iets te vrezen hebben en dus of ze wel recht op een vluchtelingenstatus hebben. Een vluchteling is immers volgens het verdrag betreffende de status van vluchtelingen iemand die "uit gegronde vrees voor vervolging (...) zich bevindt buiten het land waarvan hij de nationaliteit bezit." Theo Francken noemde het "de boel belazeren." Ook werden deze "terugreizers" ervan beschuldigd te "heulen met het regime." Eritreeërs die het land verlaten kunnen dit immers enkel terug betreden als ze een schuld-/spijtverklaring ondertekenen en twee procent van hun inkomen als "belasting" betalen aan de Eritrese regering. België en Nederland gingen beter samenwerken om terugreizers te betrappen en sloten daarover op 9 december 2016 een akkoord. Onder andere was gebleken dat veel mensen de controles omzeilden door vanuit een ander land te vliegen. De twee landen besloten daarom informatie hierover uit te wisselen en ook andere "verdachte signalen" aan elkaar door te geven.